# Lavangen
68°44′43″N 17°48′44″Ø / 68.74528°N 17.81222°Ø
Lavangen kommune (samisk: Loabáid gielda) ligger i indre Sør-Troms i Troms og Finnmark fylke i Norge. Den har 1.011 indbyggere, og en flot natur. Den grænser i nord til Salangen, i øst til Bardu, i syd til Narvik, og i vest til Gratangen.
Kommunen har børnehave, nyrestaureret centralskole, den eneste kommunale sameskole i Troms, sygehjem, god lægedækning og godt opvækstmiljø. I 1999 blev kommunen kåret til landets femte bedste kommune at bo i, af Norsk Familieøkonomi. De klimatiske forhold og friluftsmuligheder er meget gode.
Kommunen har fået sit navn fra fjorden Lavangen.